# لباس شب (فیلم)
لباس شب(به فرانسوی: Tenue de soirée)(همچنین با عنوان Ménage) فیلمی کمدی-درام به نویسندگی و کارگردانی برتران بلیه که در سال ۱۹۸۶ منتشر شد.
میشل بلان در جشنواره فیلم کن ۱۹۸۶ برنده جایزه بهترین بازیگر نقش اول مرد.شد.

## بازیگران
- میشل بلان در نقش سرمربی
- ژرار دوپاردیو در نقش باب
- میو-میو در نقش Monique
- میشل کرتون در نقش پدرو
- ژان-پیر ماریل در نقش ثروتمند و افسردگی انسان
- ژان-ایو برتلو در نقش نر
- برونو کرمر در نقش هنر
- کارولین سیهل در نقش همسر مرد ثروتمند
- میلن دمونژو در نقش زن و شوهر در رختخواب
- ژان-فرانسوا استونن در نقش زن و شوهر در رختخواب
- دومینیک بسنئار
- برنارد فارسی

## جوایز
| جایزه / جشنواره فیلم       | دسته                      | گیرنده و نامزد                    | نتیجه     |
| -------------------------- | ------------------------- | --------------------------------- | --------- |
| جشنواره فیلم کن            | نخل طلا                   | نامزدشده                          | نامزد شده |
| جشنواره فیلم کن            | بهترین بازیگر نقش اول مرد | میشل بلان                         | برنده     |
| جایزه سزار                 | بهترین فیلم               | نامزدشده                          | نامزد شده |
| جایزه سزار                 | بهترین کارگردان           | برتران بلیه                       | نامزدشده  |
| جایزه سزار                 | بهترین بازیگر نقش مکمل زن | میو-میو                           | نامزدشده  |
| جایزه سزار                 | بهترین بازیگر نقش اول مرد | میشل بلان                         | نامزدشده  |
| جایزه سزار                 | بهترین نویسنده            | برتران بلیه                       | نامزدشده  |
| جایزه سزار                 | بهترین تدوین              | کلودین مرلین                      | نامزدشده  |
| جایزه سزار                 | بهترین موسیقی اصلی        | سرژ گنزبور                        | نامزدشده  |
| جایزه سزار                 | بهترین صدا                | برنارد خفاش‌ها و دومینیک Hennequin | نامزدشده  |
| هیئت ملی نقد و بررسی جوایز | برترین فیلم‌های خارجی      | نامزدشده                          |           |